# Milán – San Remo 2021
112. ročník jednodenního cyklistického závodu Milán – San Remo (oficiálně Milano–Sanremo presented by EOLO) se konal 20. března 2021 v severní Itálii. Vítězem se stal Belgičan Jasper Stuyven z týmu Trek–Segafredo. Na druhém a třetím místě se umístili Australan Caleb Ewan (Lotto–Soudal) a Belgičan Wout van Aert (Team Jumbo–Visma).
Jasper Stuyven zaútočil 3 km před cílem na začátku sjezdu z Poggia a svůj malý náskok si udržel až do cíle, díky čemuž vyhrál svůj první monument a stal se druhým belgickým vítězem La Classicissimy v řadě. Caleb Ewan vyhrál sprint o 2. místo před obhájcem vítězství Woutem van Aertem, jenž skončil třetí.

## Týmy
Závodu se zúčastnilo celkem 25 týmů. Všech 19 UCI WorldTeamů bylo pozváno automaticky a muselo se zúčastnit závodu. Společně s šesti UCI ProTeamy tak utvořili startovní peloton složený z 25 týmů. Každý tým přijel se sedmi závodníky, celkem bylo nominováno 175 jezdců. Do cíle v San Remu dojelo 169 jezdců, 3 jezdci neodstartovali.
UCI WorldTeamy
- AG2R Citroën Team
- Astana–Premier Tech
- Bora–Hansgrohe
- Cofidis
- Deceuninck–Quick-Step
- EF Education–Nippo
- Groupama–FDJ
- Ineos Grenadiers
- Intermarché–Wanty–Gobert Matériaux
- Israel Start-Up Nation
- Lotto–Soudal
- Movistar Team
- Team Bahrain Victorious
- Team BikeExchange
- Team DSM
- Team Jumbo–Visma
- Team Qhubeka Assos
- Trek–Segafredo
- UAE Team Emirates

UCI ProTeamy
- Alpecin–Fenix
- Androni Giocattoli–Sidermec
- Arkéa–Samsic
- Bardiani–CSF–Faizanè
- Team Novo Nordisk
- Total Direct Énergie

## Výsledky
| Pořadí | Jezdec                     | Tým                     | Čas        |
| ------ | -------------------------- | ----------------------- | ---------- |
| 1      | Jasper Stuyven (BEL)       | Trek–Segafredo          | 6h 36' 06" |
| 2      | Caleb Ewan (AUS)           | Lotto–Soudal            | + 0"       |
| 3      | Wout van Aert (BEL)        | Team Jumbo–Visma        | + 0"       |
| 4      | Peter Sagan (SVK)          | Bora–Hansgrohe          | + 0"       |
| 5      | Mathieu van der Poel (NED) | Alpecin–Fenix           | + 0"       |
| 6      | Michael Matthews (AUS)     | Team BikeExchange       | + 0"       |
| 7      | Alex Aranburu (ESP)        | Astana–Premier Tech     | + 0"       |
| 8      | Sonny Colbrelli (ITA)      | Team Bahrain Victorious | + 0"       |
| 9      | Søren Kragh Andersen (DEN) | Team DSM                | + 0"       |
| 10     | Anthony Turgis (FRA)       | Total Direct Énergie    | + 0"       |